# Acta Societatis Botanicorum Poloniae
Acta Societatis Botanicorum Poloniae (abreviado Acta Soc. Bot. Poloniae) es una revista con ilustraciones y descripciones botánicas que es editada en Varsovia desde el año 1923 con el nombre de Acta Societatis Botanicorum Poloniae. Publications de la Société Botanique di Pologne.
Es la más importante revista de la Sociedad Botánica de Polonia donde publica artículos de investigación, comunicaciones cortas y artículos de revisión de todas las áreas de la botánica .
La revista se publica todos los años, por lo general en número de cuatro cuadernos a partir de 1923. Suspendida sólo durante la Segunda Guerra Mundial. En los años 1949-1950 se produjo un volumen combinado. Además de los volúmenes emitidos regularmente, en algunos años, fueron emitidos suplementos adicionales. Publicado originalmente  en Polonia, con resúmenes en idiomas de la conferencia. Desde 1972, los artículos se publican sólo en inglés con un resumen en polaco.
Jefes de redacción de la revista fueron
- Dezydery Szymkiewicz (1922-1930),
- Kazimierz Bassalik (1930-1937),
- Kazimierz Piech (1938-1939),
- Dezydery Szymkiewicz junto con Kazimierzem Bassalikiem (1945-1947),
- Kazimierz Bassalik 1948-1949,
- Kazimierz Bassalik con Wacławem Gajewskim (1949-1960),
- Wacław Gajewski con Henrykiem Teleżyńskim (1960-1977),
- Bohdan Rodkiewicz (1980-1990),
- Stefan Zajączkowski (1991-1992),
- Jerzy Fabiszewski (1993-2010)
- Beata Zagórska-Marek (desde 2011).

Los artículos publicados en la revista también están disponibles en formato electrónico desde 2003. En 2011, el ASBP se colocó en una plataforma para la gestión de las revistas en línea sobre la base de una Systems (OJS) del proyecto Public Knowledge Project Open Journal (PKP).